# Ein Mann wie Maximilian
Ein Mann wie Maximilian ist ein deutscher Spielfilm der Bavaria Filmkunst, der von seinem Verleih, der Deutschen Filmvertriebs GmbH, Berlin, am 13. März 1945 im BTL Potsdamer Straße in Berlin uraufgeführt wurde.
Die von Axel Eggebrecht und Erich Claunigk nach Resi Fliers Roman Mein Mann Maximilian (1943) geschriebene und von Hans Deppe inszenierte Ehe- und Verwechslungskomödie erzählt die Geschichte der Studentin Monika Holten, die den Rechtsanwalt Thomas Hesse heiratet. Als ihr Mann offensichtlich ein Geheimnis vor ihr zu verbergen versucht, muss sie fürchten, dass er eine andere liebt.
Der Film war der letzte, den die Bavaria vor dem Ende des Zweiten Weltkrieges in die Kinos gebracht hat, und einer der letzten Filme aus der NS-Produktion überhaupt, die vor der deutschen Kapitulation noch uraufgeführt wurden.

## Handlung
Ort der Handlung ist zunächst das bayrische Herrengut Rosenau, die Zeit eine fiktive friedenszeitliche Gegenwart. Die Herren des Guts sind Maximilian und Fränze Holten, die an diesem Tag ihre Silberhochzeit feiern. Auch nach 25 Ehejahren hält Fränze ihren Mann, den sie innig liebt und verehrt, für einen Mustergatten; beiläufige Bemerkungen von seines Bruders Heinrich deuten jedoch an, dass Maximilians Lebenslauf vielleicht nicht immer so tadellos gewesen ist, wie Fränze so gern glauben möchte.
Ein Freund des Hauses ist der junge Rechtsanwalt Thomas Hesse, ein Experte für Künstlervertragsrecht. Maximilian steht in einem für das Publikum zunächst noch nicht durchschaubaren Verhältnis zur Bühnenkünstlerin Alexandra Durran. Als er erfährt, dass diese sich in Schwierigkeiten befindet, beauftragt er Thomas, der jungen Frau zu helfen. Seine Familie soll davon jedoch nichts erfahren.
Die Tochter der Holtens, Monika, studiert in München Chemie und hat dort auch einen Verehrer, den Tenor Carol Witt. Nachdem sie anlässlich der Silberhochzeit ihrer Eltern nach Rosenau kommt, verlobt sie sich dort jedoch mit Thomas. Fränze, die Thomas wegen seiner unverbrüchlichen Zuverlässigkeit und Aufrichtigkeit bescheinigt, „ein Mann wie Maximilian“ zu sein, ist hocherfreut.
Monika und Thomas heiraten und begründen ihren Hausstand in München, wo Thomas auch seine Kanzlei hat. In der letzteren findet sich bald Alexandra ein, deren juristisches Problem darin besteht, dass sie ihren Urlaub nutzen möchte, um in München auf einer Operettenbühne aufzutreten. Sie ist aber eigentlich Bühnenschauspielerin und ihr Nürnberger Theaterdirektor Rother, an den sie vertraglich gebunden ist, versucht ihren Wechsel ins Gesangsfach und ihr Münchner Abenteuer zu verhindern, indem er ihr mit einer Konventionalstrafe von 15.000 Mark droht.
Da Thomas Maximilian zu verschweigen versprochen hat, kann er Monika über die Hintergründe seines Mandats keinen reinen Wein einschenken, was sie in ihr den Verdacht weckt, dass Thomas mit der attraktiven Diva ein Verhältnis hat. Onkel Heinrich, selbsternannter Beschützer des ehelichen Glücks seiner Lieben, und auch Theaterdirektor Rother, der ebenfalls an ein Liebesverhältnis zwischen Thomas und Alexandra glaubt, tragen das Ihre bei, um Monikas Unruhe noch zu verstärken.
Für das Publikum wird nach und nach ersichtlich, dass Maximilian an Alexandra deshalb solchen Anteil nimmt, weil sie seine außereheliche Tochter ist. Monika ahnt davon jedoch nichts, und ihr Vertrauen zu Thomas wird mehr und mehr auf die Probe gestellt. Um Genaueres über Alexandra zu erfahren, trifft sie sich mit ihrem alten Freund Carol, der jetzt mit Alexandra zusammenarbeitet; Carol weiß nichts Problem seiner Kollegin und suggeriert, dass Alexandra Thomas liebt – offensichtlich nicht zuletzt in der Hoffnung, Monika, die er immer noch liebt, nach einer Scheidung trösten zu können. Selbst die Mutter bemerkt, dass zwischen Monika und ihrem Mann nicht alles in Ordnung ist, und versucht das Paar zu trennen. Allen schlechten Anzeichen zum Trotz weigert Monika sich jedoch, sich vom Misstrauen überwältigen zu lassen: sie will unter allen Umständen bei Thomas bleiben.
Kurz vor der Operettenpremiere bewirkt Rother durch eine einstweilige Verfügung ein Auftrittsverbot für Alexandra. Diese verliert den Kopf, verlässt die Stadt und flieht nach Garmisch-Partenkirchen, wo hoch auf dem „Sonnenkogel“ ihre Mutter einen kleinen Gasthof betreibt. Alle wichtigen beteiligten Personen reisen ihr nach, einer nach dem anderen und ohne einander zu begegnen: Thomas, um Alexandra zu beruhigen und nach München zurückzusenden. Monika, die in Sorge ist, dass Rother Thomas aus Eifersucht Gewalt antun könnte; als sie von Alexandra erfährt, dass sie Halbschwestern sind, weiß sie endlich mit Sicherheit, dass ihre Ehe nie gefährdet gewesen ist.
Onkel Heinrich folgt, um Thomas an einem möglichen Seitensprung zu hindern. Oben auf dem Berg, im Hause von Frau Durran, entdeckt er einen seit langem vermissten Schlafrock, den er als Maximilians erkennt: Beweis, dass Maximilian mit Frau Durran einst ein Verhältnis hatte. Als vierter trifft im Berggasthof schließlich auch Rother ein, findet Alexandra, die längst nach München abgereist ist, aber nicht mehr vor.
Da Thomas inzwischen einen von Maximilian ausgestellten Scheck über den Streitwert von 15.000 Mark hinterlegt hat, wird die einstweilige Verfügung aufgehoben, die Premiere der Operette „Liebeszauber“ kann stattfinden. Im Laufe des Abends, an dem alle beteiligten Figuren sich im Theater einfinden, werden sämtliche noch bestehenden Missverständnisse geklärt: Monika gibt Thomas zu erkennen, dass sie Alexandras Identität kennt und er vor ihr keine Geheimnisse zu haben braucht; Heinrich konfrontiert Maximilian mit seinem Wissen über dessen lang verflossene Liebschaft mit Frau Durran, ist aber überrascht, als der Bruder ihm gesteht, dass Alexandra die Frucht dieser Affäre ist. Heinrich verspricht, Fränze gegenüber zu schweigen, und später stellt sich heraus, dass Fränze von der ganzen Angelegenheit auch gar nichts wissen will. Rother, der dies bisher bezweifelt hatte, räumt nach dem Operettenabend ein, dass Alexandra tatsächlich singen kann, und lässt erkennen, dass er nicht nur ihr Arbeitgeber, sondern auch ihr Liebespartner ist.

## Produktion und Uraufführung
Die 1938 gleichgeschaltete und faktisch schon seit 1941 von Berlin aus gesteuerte Bavaria besaß seit ihrer Einverleibung in den staatseigenen UFI-Konzern (Januar 1942) nur noch formale Selbstständigkeit. Fred Lyssa, der die Verantwortung für die Produktion des Films trug, war neben Gerhard Staab, Oskar Marion, Ottmar Ostermayr und Ernesto Remani einer der auch nach 1942 noch verbliebenen Herstellungsgruppenleiter der Bavaria.
Regisseur Hans Deppe, der in der Zeit des Nationalsozialismus und auch weit darüber hinaus ausschließlich Filmkomödien und Heimatfilme inszeniert hat, erhielt als Assistenten Hans Ohrtmann zugewiesen. Aufnahmeleiter waren Harry Dettmann und Oskar Quandt. Mit den Bauten wurden Franz Bi, Bruno Lutz und Wenzel Minichthaler beauftragt, mit den Kostümen Maria Pommer-Uhlig, und für den Ton zeichnete Hans Wunschel verantwortlich. Kameramann Erich Claunigk, der auch am Drehbuch mitgearbeitet hatte, war ähnlich wie Deppe ein vielfach bewährter Fachmann für leichte Komödien und hatte mit diesem schon mehrfach zusammengearbeitet (Drei tolle Tage, 1936; Scheidungsreise, 1938; Das Ekel, 1939).
Michael Jary komponierte die Filmmusik, darunter die drei Songs Kleine Gondel, Frauen brauche Liebe und  Paradies auf Erden, deren Texte jeweils Bruno Balz beitrug.
Die im Produktionsjahr 34-jährige Karin Hardt, die im Film die Studentin Monika verkörpert, war als Hauptdarstellerin gut eingeführt, dem Publikum vor allem durch ernste Rollen vertraut und stand seit 1944 auf der sogenannten Gottbegnadeten-Liste, die Joseph Goebbels zusammengestellt hatte, um eine kleine Anzahl von Künstlern von Kriegsdienstverpflichtungen freizustellen. Unmittelbar zuvor hatte sie in dem Filmdrama Via Mala mitgewirkt.
Ihr Leinwandpartner, der 38-jährige Österreicher Wolf Albach-Retty, der heute vielen nur noch als Vater von Romy Schneider bekannt ist und der ebenfalls auf der „Gottbegnadeten-Liste“ stand, war seit 1927 in mehreren Dutzenden leichter Filmkomödien als jungenhafter und oft etwas selbstverliebter Charmeur und männliches Liebesinteresse aufgetreten.
Für Lizzi Waldmüller, die in dem Film als Sängerin Alexandra Durran zu sehen ist, war dieser Auftritt der letzte in ihrer Karriere. Die Künstlerin starb am 8. April 1945 in ihrer Wiener Wohnung bei einem Bombenangriff.
Die Dreharbeiten begannen am 2. März 1944 und endeten im folgenden Mai. Als der Film am 26. Juli 1944 der Zensur vorgelegt wurde (diese ließ ihn mit Jugendverbot zu), war er 2404 m lang. Das Format war 35 mm, das Seitenverhältnis betrug 1:1,37. Der Film ist in Schwarzweiß produziert.
In der Bundesrepublik Deutschland fand die FSK-Prüfung am 26. August 1952 statt.